# 1980 en informatique
1979 en informatique - 1980 - 1981 en informatique
Cet article traite de l'année 1980 dans le domaine de l'informatique.

## Événements
- La  « loi française Informatique et Libertés » entre en vigueur

## Technologie
- Création du processeur 68000 par Motorola, qui servira de base au Macintosh
- Présentation du processeur 80286 par Intel (sera utilisé par les PC compatibles)
- Invention du Compact Disc (CD) par Philips
- Le ZX80 de Clive Sinclair, plus petit ordinateur de l'époque